# 企業戦士シュビドゥバ
『企業戦士シュビドゥバ』はえなたぬ。の曲。単体の楽曲としては2016年夏に発表、その後2018年にリリースされた『ENABAM』に収録された。

## 解説
題名の通り働くサラリーマンがテーマとなっている曲。子供の目線から見た働く父親を、大人となった自分が改めて回想する形で描かれている。
家族や愛をテーマとした楽曲が収録されている『ENABAM』に合った作品であり、披露される場が他の曲と比べて少ないながらも軽快なPOP調を支持する人は多い。
本来の題名は「企業戦士シュビドゥバ」であったが、アルバムへと収録する際に手違いが起きてしまい「企業世戦シュビドゥバ」となってしまった。そのため公式で配信されている題名と本来のものは異なるが、えなたぬ。本人は当初のタイトルで通している。

## パーソネル
【作詞・作曲・A.Gt・Vo】えなたぬ。
【E.Gt・Arrangement】荒井翔太郎 
【E.Ba・Arrangement・Mix・Mastering】taka 
【ジャケット絵】まーゃ